# Liduzhen (sockenhuvudort i Kina, Jiangxi Sheng, lat 28,22, long 116,16)
Liduzhen är en sockenhuvudort i Kina. Den ligger i provinsen Jiangxi, i den sydöstra delen av landet, omkring 58 kilometer sydost om provinshuvudstaden Nanchang. Antalet invånare är 40 951. Befolkningen består av 19 843 kvinnor och 21 108 män. Barn under 15 år utgör 21,0 %, vuxna 15-64 år 69 %, och äldre över 65 år 8,0 %.
Runt Liduzhen är det tätbefolkat, med 511 invånare per kvadratkilometer. Närmaste större samhälle är Jinxianxian, 19,1 km nordost om Liduzhen. Trakten runt Liduzhen består till största delen av jordbruksmark.
Genomsnittlig årsnederbörd är 2 304 millimeter. Den regnigaste månaden är juni, med i genomsnitt 441 mm nederbörd, och den torraste är oktober, med 23 mm nederbörd.